# عويسبة متناصفة
عويسبة متناصفة (الاسم العلمي:Eristalis dimidiata) هي نوع من الحشرات تتبع جنس العويسبة من فصيلة السرفات.